# Pedro Agustín Girón
Pedro Agustín Girón Las Casas, né à Saint-Sébastien en 1778 et mort à Madrid le 14 mai 1842, 4e marquis de las Amarillas (es) et 1er duc d’Ahumada (es), est un militaire et homme politique espagnol, notamment président de la Chambre des pairs (es) en 1834.